# 勒黑
勒黑是緬甸西北方那加自治區的首府。勒黑海拔1032公尺。根據緬甸官方於2014年所做的人口調查數據顯示，居住於勒黑的總人口數為3141人。